# Conlyde Luchanga
Conlyde Luchanga là một cầu thủ bóng đá người Zambia thi đấu ở vị trí tiền đạo.

## Sự nghiệp quốc tế

### Bàn thắng quốc tế
Tỉ số và kết quả liệt kê bàn thắng của Zambia trước.
| #  | Ngày                 | Địa điểm                                   | Đối thủ    | Tỉ số | Kết quả | Giải đấu                                     |
| -- | -------------------- | ------------------------------------------ | ---------- | ----- | ------- | -------------------------------------------- |
| 1. | 17 tháng 10 năm 2015 | Sân vận động Levy Mwanawasa, Ndola, Zambia | Mozambique | 2–0   | 3–0     | Vòng loại Giải vô địch bóng đá châu Phi 2016 |